# Anskarydzi
Anskarydzi (łac. Anscarii), Dynastia z Ivrei – średniowieczna dynastia frankijska mająca korzenie w Burgundii, jej znaczenie wzrosło w X wieku gdy Berengar II objął tron Królestwa Włoch. W XI i XII wieku sprawowali władzę w Hrabstwie Burgundii. Młodsza linia dynastii rządziła od 1111 roku w Królestwie Galicji, a następnie w latach 1126–1369 w Królestwie Kastylii i Królestwie Leónu (od 1230 w unii).